# Celeste Boureille
Celeste Boureille (* 20. April 1994 in San Francisco, Kalifornien) ist eine US-amerikanische Fußballspielerin.

## Karriere

### Vereine
Während ihres Studiums an der University of California, Berkeley lief Boureille von 2012 bis 2015 für deren Universitätsmannschaft der California Golden Bears auf, zudem stand sie im Jahr 2014 im Aufgebot des isländischen Erstligisten UMF Selfoss. Im Sommer 2015 absolvierte sie zwölf Spiele in der USL W-League für das Franchise der Colorado Rush. Vor der Saison 2016 unterschrieb Boureille beim NWSL-Teilnehmer Portland Thorns FC, mit dem sie 2017 die Meisterschaft gewann. In den spielfreien Monaten zum Jahreswechsel 2016/17 und 2017/18 spielte sie leihweise in der australischen W-League für Canberra United beziehungsweise Brisbane Roar.

### Nationalmannschaft
Boureille wurde im März 2017 zum Sechs-Nationen-Turnier in La Manga erstmals in die US-amerikanische U-23-Auswahl berufen und bestritt im Turnier drei Partien, davon zwei als Einwechselspielerin.

## Erfolge
- 2017: Gewinn der NWSL-Meisterschaft (Portland Thorns FC)